# ویزپ
ویزپ (به هلندی: Wezep) یک منطقهٔ مسکونی در هلند است که در الده‌بروک واقع شده‌است. ویزپ ۲۹٫۲۸ کیلومتر مربع مساحت و ۱۳٬۴۳۵ نفر جمعیت دارد.